# NGC 5233
NGC 5233 é uma galáxia espiral (Sab) localizada na direcção da constelação de Canes Venatici. Possui uma declinação de +34° 40' 38" e uma ascensão recta de 13 horas, 35 minutos e 13,4 segundos.
A galáxia NGC 5233 foi descoberta em 3 de Maio de 1785 por William Herschel.